# Hiroshi Okuyama
Pour les articles homonymes, voir Okuyama.
Hiroshi Okuyama (奥山 大史, Okuyama Hiroshi), né en 1996 à Tokyo (Japon), est un réalisateur japonais.

## Biographie
Alors qu'il était étudiant en dernière année à l'Université Aoyama Gakuin, Hiroshi Okuyama écrit, réalise et travaille comme directeur de la photographie et monteur sur le long métrage Jesus, qui dépeint Jésus-Christ comme l'ami imaginaire d'un élève de primaire. Le film est présenté en première au Festival international du film de Saint-Sébastien 2018, où Hiroshi Okuyama reçoit le prix Kutxabank des Nouveaux réalisateurs. Les critiques notent l'influence de Hirokazu Kore-eda sur la réalisation cinématographique d'Okuyama,. Hiroshi Okuyama collaborera plus tard avec Kore-eda en réalisant plusieurs épisodes de la série Netflix de ce dernier, Makanai : Dans la cuisine des maiko.
Le deuxième long métrage d'Hiroshi Okuyama, My Sunshine, a été présenté en avant-première dans la section Un certain regard du Festival de Cannes 2024. Le film suit la vie personnelle des patineurs sur glace tout au long de la saison hivernale.

## Filmographie

### Film
| Année | Titre       | Remarques | Réf.  |
| ----- | ----------- | --------- | ----- |
| 2018  | Jesus       | NC        | [ 2 ] |
| 2024  | My Sunshine | NC        | [ 2 ] |

### Télévision
| Année | Titre                               | Remarques                                                                                       | Réf.  |
| ----- | ----------------------------------- | ----------------------------------------------------------------------------------------------- | ----- |
| 2023  | Makanai : Dans la cuisine des maiko | Réalisation de plusieurs épisodes (aux côtés de Hirokazu Kore-eda, Megumi Tsuno et Takuma Sato) | [ 5 ] |

## Récompenses et distinctions
| Année | Prix                                                   | Catégorie                                                          | Œuvre nommée | Résultat   | Réf.   |
| ----- | ------------------------------------------------------ | ------------------------------------------------------------------ | ------------ | ---------- | ------ |
| 2018  | Festival international du film de Saint-Sébastien      | Prix Kutxa de la section Nouveaux réalisateurs (Nuevos directores) | Jesus        | Lauréat    | [ 6 ]  |
| 2018  | Festival international du film et récompenses de Macao | Meilleur film                                                      | Jesus        | Nomination | [ 7 ]  |
| 2018  | Festival international du film de Stockholm            | Meilleur film                                                      | Jesus        | Nomination | [ 8 ]  |
| 2018  | Festival international du film de Stockholm            | Meilleure photographie                                             | Jesus        | Lauréat    | [ 8 ]  |
| 2019  | Festival international du film de Dublin               | Prix de la meilleure photographie du Dublin Film Critics' Circle   | Jesus        | Lauréat    | [ 9 ]  |
| 2024  | Festival de Cannes                                     | Un certain regard                                                  | My Sunshine  | Nomination | [ 1 ]  |
| 2024  | Festival de Cannes                                     | Queer Palm                                                         | My Sunshine  | Nomination | [ 10 ] |

- (en) Hiroshi Okuyama: Awards, sur l'Internet Movie Database